# ダブル・ファンタジー
『ダブル・ファンタジー』（Double Fantasy）は、1980年に発表されたジョン・レノン&オノ・ヨーコのアルバム。プロデュースはレノンとオノとジャック・ダグラスの3人で手がけた。レノンにとって5年ぶりとなるスタジオ・アルバムで、レノンの生前最後となる作品。全英アルバムチャートをはじめとした多くの国のアルバムチャートで第1位を獲得。1981年度グラミー賞の最優秀アルバム賞を受賞。
2010年に『ダブル・ファンタジー/ストリップド・ダウン』（Double Fantasy Stripped Down）と題し、新たにリミックスを施したアルバムが発売された。

## 解説
1975年に息子ショーンが誕生したレノンは、育児に専念するために音楽活動を休止した。表向きの理由は前述の通り、「息子の誕生による育児休業」であったが、実際レノンは契約で義務的に曲を作り続ければならないことに疲弊しており、音楽業界と距離を置いて自分自身を見つめ直すということ、ビートルズとEMIの契約が1976年1月26日で満了することが主な理由であった。レノンは1980年9月のインタビューで「業界に身を置いていると、抗することのできない巨大な力に押し流されて、ほんとうの自分なんて存在しないんじゃないかという恐怖に襲われた」と語っている。
その後、1980年6月から2か月間、レノンはバミューダ諸島へ航海に出て、ニューヨークに残ったオノと遠距離でやり取りを行ないながら、多数の楽曲を書いた。バミューダ諸島では曲のアイデアが次々と湧き、カセット2本分のデモ音源が完成したという。
1980年8月7日からニューヨークのレコーディング・スタジオであるザ・ヒット・ファクトリーでセッション及びレコーディングが開始され、10月19日に完了した。レコーディングに参加したミュージシャンはレノンの「曲の感じを伝えるのに50年代や60年代のロックに例えてもすぐに話の通じる同世代が欲しい」との要望により招集された。このセッションで完成には至ってないものの、レコーディングされた楽曲も一部存在し、それらの楽曲は1984年に発売された『ミルク・アンド・ハニー』に収録された。
1980年11月17日にイギリスとアメリカで『ダブル・ファンタジー』が発売された。アルバムは、レノンの楽曲とオノの楽曲が交互に収録されている。本作はレノンにとって約5年の主夫生活を経た復帰作となったが、発売から3週間後の12月8日、ダコタ・ハウスの前でレノンが射殺され、レノンの生前最後のアルバムともなった。
タイトルはレノンが滞在していたバミューダ諸島の植物園に展示していたフリージアの名札を見てアイデアが浮かんだとのこと。
全英アルバムチャートで初登場27位を獲得し、翌週に第14位を獲得するも、発売4週目に第46位に落ち込んだ。レノンの死後、7週連続で第2位を獲得した後、発売12週目に第1位を獲得した。アメリカの『ビルボード』誌のTop LPs & Tapeでも1980年12月27日付のチャートで第1位を獲得した。
ジャケット写真は日本人写真家の篠山紀信が撮影したものである。原版ではカラー撮影されているが、リリースされたジャケットではモノクロになっているため、篠山は「不吉な感じがした」という。
本作のレコーディングに参加したベーシストのトニー・レヴィンの「アルバムに参加したメンバーでツアーをやろう」という意見にレノンも賛同し、本作発売後の1981年3月より日本を皮切りにワールドツアーを行うことが決定していたという。予定では同年3月4日から東京都の日本武道館で5回、大阪府で数回、オノの提案により広島県、京都府でも公演を行う予定だったとされている。
1989年にCDおよびカセットテープ、レコード盤として再発売され、2000年10月9日に最新のリミックスとリマスタリングを施したリマスター盤『ダブル・ファンタジー ～ミレニアム・エディション～』が発売された。こちらのリマスター盤には、ボーナス・トラックとして「ヘルプ・ミー・トゥ・ヘルプ・マイセルフ」、「ウォーキング・オン・シン・アイス」、「セントラル・パーク・ストロール」の3曲が追加収録されている。
2010年10月6日には、レノンのオリジナル・アルバム8作品のデジタル・リマスター盤が『ザ・ヒッツ〜パワー・トゥ・ザ・ピープル』と同時発売され、新たにヨーコとダグラスにより余分な部分をカットし、レノンのボーカルを前面に出すリミックスを施した『ダブル・ファンタジー/ストリップド・ダウン』（Double Fantasy Stripped Down）が発売された 。因みにこちらのバージョンのジャケットのイラストは、息子のショーンによるものである。

## 収録曲
| #         | タイトル                                                  | 作詞・作曲     | 時間  |
| --------- | --------------------------------------------------------- | -------------- | ----- |
| 1.        | 「スターティング・オーヴァー」((Just Like) Starting Over) | ジョン・レノン | 3:56  |
| 2.        | 「キス・キス・キス」(Kiss Kiss Kiss)                      | オノ・ヨーコ   | 2:41  |
| 3.        | 「クリーンアップ・タイム」(Cleanup Time)                  | ジョン・レノン | 2:58  |
| 4.        | 「ギヴ・ミー・サムシング」(Give Me Something)             | オノ・ヨーコ   | 1:35  |
| 5.        | 「アイム・ルージング・ユー」(I'm Losing You)              | ジョン・レノン | 3:57  |
| 6.        | 「アイム・ムーヴィング・オン」(I'm Moving On)             | オノ・ヨーコ   | 2:20  |
| 7.        | 「ビューティフル・ボーイ」(Beautiful Boy (Darling Boy))   | ジョン・レノン | 4:02  |
| 合計時間: | 合計時間:                                                 | 合計時間:      | 21:29 |

| #         | タイトル                                                    | 作詞・作曲     | 時間  |
| --------- | ----------------------------------------------------------- | -------------- | ----- |
| 1.        | 「ウォッチング・ザ・ホイールズ」(Watching the Wheels)       | ジョン・レノン | 4:00  |
| 2.        | 「あなたのエンジェル」(Yes, I'm Your Angel)                 | オノ・ヨーコ   | 3:08  |
| 3.        | 「ウーマン」(Woman)                                         | ジョン・レノン | 3:32  |
| 4.        | 「ビューティフル・ボーイズ」(Beautiful Boys)                | オノ・ヨーコ   | 2:55  |
| 5.        | 「愛するヨーコ」(Dear Yoko)                                 | ジョン・レノン | 2:34  |
| 6.        | 「男は誰もが」(Every Man Has a Woman Who Loves Him)         | オノ・ヨーコ   | 4:02  |
| 7.        | 「ハード・タイムス・アー・オーヴァー」(Hard Times are Over) | オノ・ヨーコ   | 3:20  |
| 合計時間: | 合計時間:                                                   | 合計時間:      | 23:31 |

| #         | タイトル                                                           | 作詞・作曲     | 時間  |
| --------- | ------------------------------------------------------------------ | -------------- | ----- |
| 15.       | 「ヘルプ・ミー・トゥ・ヘルプ・マイセルフ」(Help Me to Help Myself) | ジョン・レノン | 2:37  |
| 16.       | 「ウォーキング・オン・シン・アイス」(Walking on Thin Ice)          | オノ・ヨーコ   | 6:00  |
| 17.       | 「セントラル・パーク・ストロール」(Central Park Stroll (Dialogue)) |                | 0:17  |
| 合計時間: | 合計時間:                                                          | 合計時間:      | 53:54 |

### 『ダブル・ファンタジー/ストリップド・ダウン』収録曲
| #         | タイトル                                                    | 作詞・作曲     | 時間  |
| --------- | ----------------------------------------------------------- | -------------- | ----- |
| 1.        | 「スターティング・オーヴァー」((Just Like) Starting Over)   | ジョン・レノン | 4:24  |
| 2.        | 「キス・キス・キス」(Kiss Kiss Kiss)                        | オノ・ヨーコ   | 2:45  |
| 3.        | 「クリーンアップ・タイム」(Cleanup Time)                    | ジョン・レノン | 3:56  |
| 4.        | 「ギヴ・ミー・サムシング」(Give Me Something)               | オノ・ヨーコ   | 1:31  |
| 5.        | 「アイム・ルージング・ユー」(I'm Losing You)                | ジョン・レノン | 4:26  |
| 6.        | 「アイム・ムーヴィング・オン」(I'm Moving On)               | オノ・ヨーコ   | 2:28  |
| 7.        | 「ビューティフル・ボーイ」(Beautiful Boy (Darling Boy))     | ジョン・レノン | 3:50  |
| 8.        | 「ウォッチング・ザ・ホイールズ」(Watching the Wheels)       | ジョン・レノン | 3:32  |
| 9.        | 「あなたのエンジェル」(Yes, I'm Your Angel)                 | オノ・ヨーコ   | 2:53  |
| 10.       | 「ウーマン」(Woman)                                         | ジョン・レノン | 3:45  |
| 11.       | 「ビューティフル・ボーイズ」(Beautiful Boys)                | オノ・ヨーコ   | 3:16  |
| 12.       | 「愛するヨーコ」(Dear Yoko)                                 | ジョン・レノン | 3:03  |
| 13.       | 「男は誰もが」(Every Man Has a Woman Who Loves Him)         | オノ・ヨーコ   | 4:46  |
| 14.       | 「ハード・タイムス・アー・オーヴァー」(Hard Times are Over) | オノ・ヨーコ   | 3:38  |
| 合計時間: | 合計時間:                                                   | 合計時間:      | 48:13 |

## クレジット
- ジョン・レノン - リード・ボーカル、ハーモニー & バッキング・ボーカル、リズムギター、アコースティック・ギター、ピアノ、キーボード、シンセサイザー
- オノ・ヨーコ - ボーカル、ハーモニー & バッキング・ボーカル
- アール・スリック - リードギター
- ヒュー・マクラッケン - リードギター
- トニー・レヴィン - ベース
- ジョージ・スモール - キーボード、ピアノ、シンセサイザー、フェンダー・ローズ、シーケンシャル・サーキット プロフェット5
- アンディ・ニューマーク - ドラムス
- アーサー・ジェンキンス - パーカッション
- エド・ウォルシュ - キーボード、シンセサイザー
- ランディ・ステイン - コンサーティーナ
- ロバート・グリニッジ - スティールパン
- マシュー・カニンガム - ダルシマー
- ハワード・ジョンソン - ホーン
- グラント・ハンガーフォード  - ホーン
- ジョン・パラン  - ホーン
- セルダン・パウエル - ホーン
- ジョージ・ヤング・オパリスキー - ホーン
- ロジャー・ローゼンバーグ - ホーン
- デビッド・トファーニ  - ホーン
- ロナルド・トゥーリー - ホーン
- ミシェル・シンプソン、カッサンドラ・ウートン、シェリル・マンソン・ジャックス - バッキング・ボーカル
- エリック・トロイヤー -バッキング・ボーカル、 シーケンシャル・サーキット プロフェット5
- ザ・ベニー・カミングス・シンガーズ - バッキング・ボーカル
- ザ・キングス・テンプル・コア- バッキング・ボーカル

## 受賞歴
| 年     | ノミネート対象             | カテゴリ                                       | 結果       | 注     |
| ------ | -------------------------- | ---------------------------------------------- | ---------- | ------ |
| 1982年 | ダブル・ファンタジー       | 最優秀アルバム賞                               | 受賞       | [ 21 ] |
| 1982年 | ダブル・ファンタジー       | 最優秀男性ポップ・ヴォーカル・パフォーマンス賞 | ノミネート | [ 22 ] |
| 1982年 | スターティング・オーヴァー | 最優秀レコード賞                               | ノミネート | [ 22 ] |

## チャート成績

### 週間チャート
| チャート (1980年 - 1981年)            | 最高位 |
| ------------------------------------- | ------ |
| オーストラリア (Kent Music Report)    | 1      |
| オーストリア (Ö3 Austria)             | 1      |
| カナダ (RPM)                          | 1      |
| フランス (SNEP)                       | 1      |
| 日本 (オリコン)                       | 2      |
| オランダ (MegaCharts)                 | 4      |
| ニュージーランド (RMNZ)               | 1      |
| ノルウェー (VG-lista)                 | 1      |
| スウェーデン (Sverigetopplistan)      | 1      |
| UK アルバムズ (OCC)                   | 1      |
| US Top LPs & Tape (Billboard)         | 1      |
| 西ドイツ (Media Control Albums Chart) | 2      |

### 年間チャート
| チャート (1980年) | 順位 |
| ----------------- | ---- |
| フランス (SNEP)   | 16   |
| イギリス (OCC)    | 12   |

| チャート (1981年)                  | 順位 |
| ---------------------------------- | ---- |
| オーストラリア (Kent Music Report) | 16   |
| カナダ (RPM)                       | 3    |
| 日本 (オリコン)                    | 21   |
| イギリス (OCC)                     | 10   |
| US Billboard                       | 2    |
| 西ドイツ (Media Control)           | 3    |

## 認定と売上
| 国/地域                                             | 認定        | 認定/売上数 |
| --------------------------------------------------- | ----------- | ----------- |
| Australia                                           |             | 285,000     |
| フランス (SNEP)                                     | Platinum    | 533,900     |
| ドイツ (BVMI)                                       | Gold        | 250,000^    |
| 香港 (IFPI Hong Kong)                               | Platinum    | 20,000*     |
| Israel                                              | Gold        | 20,000      |
| Japan (Oricon Charts)                               |             | 306,470     |
| ニュージーランド (RMNZ)                             | Platinum    | 15,000^     |
| スペイン (PROMUSICAE)                               | Gold        | 50,000^     |
| イギリス (BPI)                                      | Platinum    | 300,000^    |
| アメリカ合衆国 (RIAA)                               | 3× Platinum | 3,000,000^  |
| * 認定のみに基づく売上数 ^ 認定のみに基づく出荷枚数 |             |             |